# Rhus fraseri
Rhus fraseri är en sumakväxtart som beskrevs av Schönl.. Rhus fraseri ingår i släktet sumaker, och familjen sumakväxter. Inga underarter finns listade i Catalogue of Life.